# Група вікових насаджень (Чернігів)

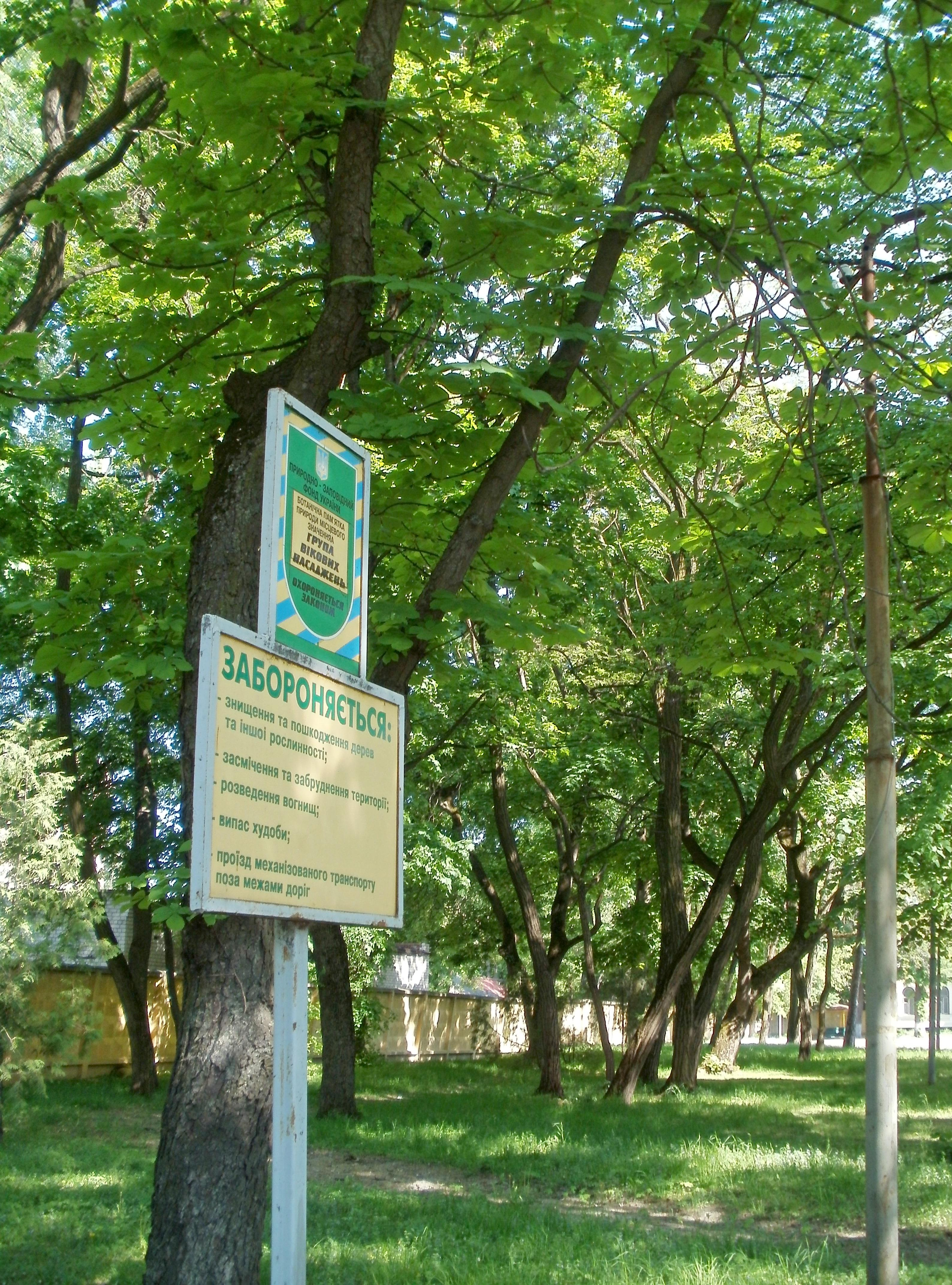
Чернігів. Група вікових насаджень.

Гру́па вікови́х наса́джень — ботанічна пам'ятка природи місцевого значення в Україні. Розташована в місті Чернігів, на вулиці Шевченка, 57 (сквер біля Чернігівського військово-історичного музею). 
Площа 0,2 га. Статус дано згідно з рішенням Чернігівського облвиконкому від 27.04.1964 року № 236; від 10.06.1972 року № 303; від 27.12.1984 року № 454; від 28.08.1989 року № 164. Перебуває у віданні: Чернігівське МК РБП «Зеленбуд». 

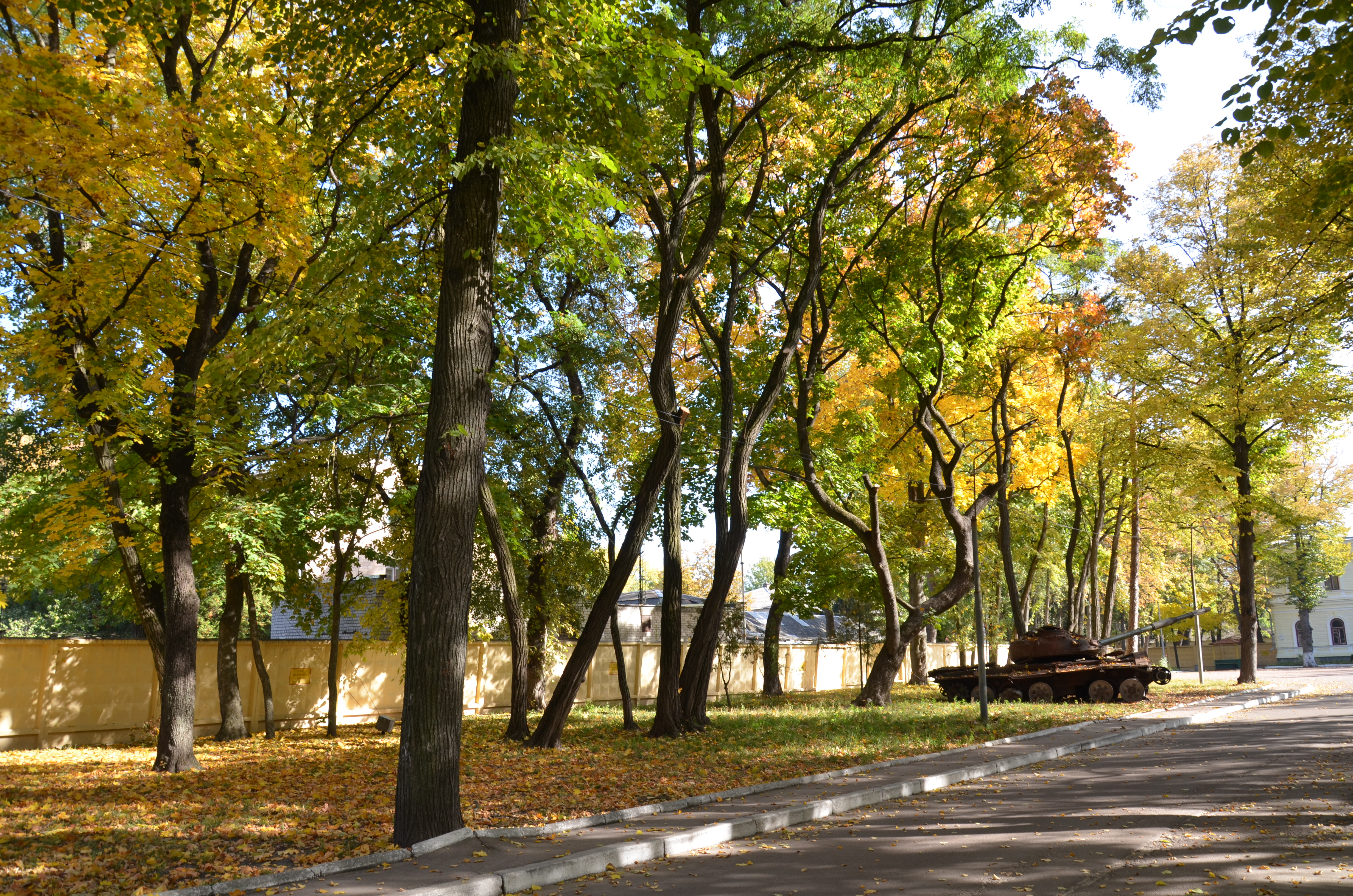
Чернігів. Група вікових насаджень.

Статус дано для збереження групи вікових дерев різних видів.